# Associazione Sportiva Taranto 1946-1947
Questa voce raccoglie le informazioni riguardanti l'Associazione Sportiva Taranto nelle competizioni ufficiali della stagione 1946-1947.

## Maglie[1]
| Prima divisa |

## Rosa
| N. |                   | Ruolo | Calciatore        |
| -- | ----------------- | ----- | ----------------- |
|    | Italia (bandiera) | A     | Francesco Albano  |
|    | Italia (bandiera) | A     | Vittorio Coccia   |
|    | Italia (bandiera) | C     | Raffaele Cuscela  |
|    | Italia (bandiera) | P     | Luigi D’Arcangelo |
|    | Italia (bandiera) | C     | Antonio De Vitis  |
|    | Italia (bandiera) | A     | Marino Di Fonte   |
|    | Italia (bandiera) | A     | F. Labbate        |
|    | Italia (bandiera) | A     | Renzo Merlin      |
|    | Italia (bandiera) | C     | A. Mina           |
|    | Italia (bandiera) | A     | Luigi Molinari    |
|    | Italia (bandiera) | C     | Alfonso Picogna   |

| N. |                   | Ruolo | Calciatore          |
| -- | ----------------- | ----- | ------------------- |
|    | Italia (bandiera) | D     | Mario Salvati       |
|    | Italia (bandiera) | C     | Luigi Scarabello    |
|    | Italia (bandiera) | A     | Antonio Simonetti   |
|    | Italia (bandiera) | A     | D. Sustersich       |
|    | Italia (bandiera) | P     | Michele Tedeschi    |
|    | Italia (bandiera) | D     | Salvatore Tomaselli |
|    | Italia (bandiera) | A     | Omero Urilli        |
|    | Italia (bandiera) | A     | Pietro Veneri       |
|    | Italia (bandiera) | D     | Angelo Villicich    |
|    | Italia (bandiera) | C     | Pietro Vinci        |
|    | Italia (bandiera) | A     | Zennari             |

La squadra confluì nell'Arsenale la stagione successiva venendo in gran parte venduta.